# Загребелье (Сумская область)
Загребелье (укр. Загребелля) — село,
Плавинищенский сельский совет,
Роменский район,
Сумская область,
Украина.
Код КОАТУУ — 5924187303. Население по переписи 2001 года составляло 125 человек .

## Географическое положение
Село Загребелье находится на правом берегу реки Сула,
выше по течению на расстоянии в 0,5 км расположено село Залуцкое,
ниже по течению на расстоянии в 1,5 км расположено село Плавинище,
на противоположном берегу — село Пустовойтовка.
На расстоянии в 1 км расположено село Сененково.